# Moser von Filseck

Das Stammwappen der Moser von Filseck von 1573

Die Moser von Filseck (auch Moser von Filsseckh und Weilerberg) sind ein württembergisches Adelsgeschlecht, welches am 2. Februar 1573 in den Reichsritterstand und in die schwäbische Reichsritterschaft aufgenommen wurde. Am 10. Dezember 1769 wurden die Brüder Friedrich Karl und Christian Benjamin Moser von Filseck von Kaiser Joseph II. in den Freiherrenstand erhoben. Dieser Zweig erlosch aber in der nächsten Generation wieder im Mannesstamm.

## Geschichte

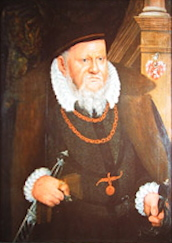
Balthasar Moser von Filseck

Die Familie geht zurück auf den württembergischen Stallmeister und Kriegsrat Balthasar Moser genannt Marstaller (um 1400). Dessen Enkel Balthasar (1487–1552) gilt als einer der ersten modernen Verwaltungsbeamten in Württemberg. Er war 1520 Vogt in Herrenberg, seit 1525 Kammermeister der württembergischen Landschaft, 1546 Vogt in Schorndorf, dann Rentkammerrat in Stuttgart. 1549 war er an der Durchführung der Polizeiverordnung und 1550 an der Reorganisation der Rentkammer beteiligt. Den Urbaren und Lagerbüchern legte er das Formular der österreichischen Regierung zugrunde. Seine Söhne Valentin (1520–1576), Vogt in Herrenberg, und Balthasar (1525–1595), württembergischer Rentkammerrat, wurden am 2. Februar 1573 in den Reichsadelsstand erhoben mit dem Recht, sich nach den Schlössern Filseck und Weilerberg (bei Göppingen) zu nennen.

## Persönlichkeiten
- Balthasar Moser von Filseck und Weilerberg (1525–1595), Geschäftsmann, Bürgermeister von Göppingen, herzoglicher Kammermeister
- Johann Jacob Moser (1701–1785), Staatsrechtslehrer
- Friedrich Karl von Moser (1723–1798), Staatswissenschaftler, Reichspublizist und Politiker
- Wilhelm Gottfried von Moser (1729–1793), Forst- und Kammerbeamter
- Rudolf Moser von Filseck (1840–1909), Finanzbeamter und Gesandter

## Wappen

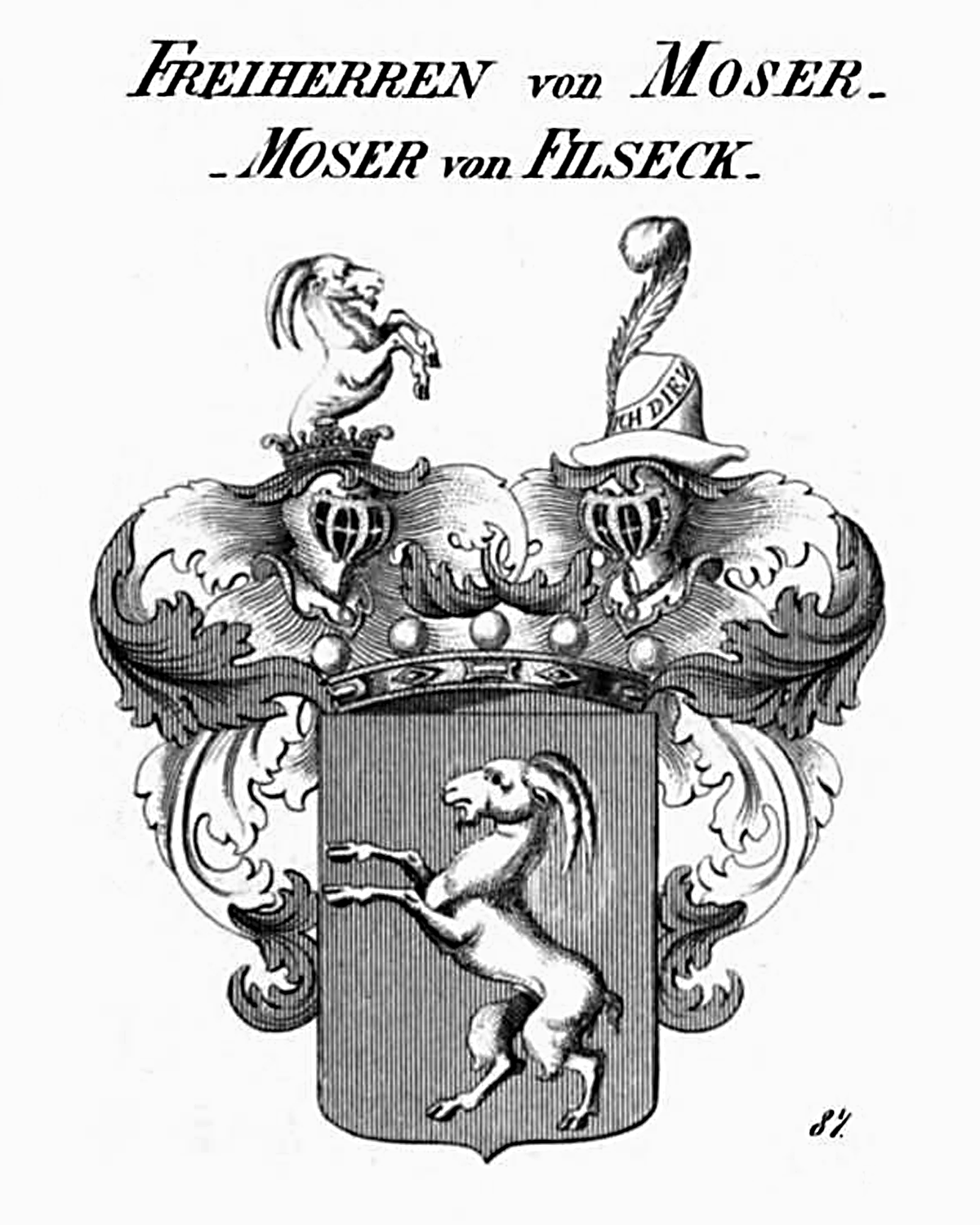
Freiherrnwappen

Das Stammwappen zeigt in Rot einen silbernen nach rechts aufsteigender Steinbock mit schwarzen Hufen, roter Zunge und goldenen Hörnern. Auf dem Helm mit rot-silbernen Decken der Steinbock wachsend.